# Fiat G.59
 (mars 2015).
Si vous disposez d'ouvrages ou d'articles de référence ou si vous connaissez des sites web de qualité traitant du thème abordé ici, merci de compléter l'article en donnant les références utiles à sa vérifiabilité et en les liant à la section « Notes et références ».
Pour les articles homonymes, voir G59.
Le Fiat G.59 était un avion de chasse, monoplace, monoplan d'interception et d'attaque au sol, conçu et fabriqué par le constructeur italien Fiat Avio à partir de 1948, sur la base des précédents Fiat G.55/56.

## Histoire
Le Fiat G.55/56 Centauro de 1942 a connu un succès tel qu'il était toujours en fabrication après la guerre. En 1947, l'ingénieur Giuseppe Gabrielli décida de le remotoriser avec un moteur Rolls-Royce Merlin T.24-2 de 1 610 ch. C'est ainsi qu'est né le Fiat G.59 qui sera le dernier avion de chasse italien à moteur à piston.
Le premier appareil, un Fiat G.55B biplace modifié et désigné G.55BM, vola au début de l'année 1948. Les essais furent très concluants et l’Égypte commanda 18 Fiat G.55AM et 2 Fiat G.55BM. Mais la guerre avec Israël prenant fin en 1949, la commande fut annulée. L'aviation militaire italienne décida de convertir ses 6 Fiat G.55A monoplaces en G.55AM et ses 6 G.55B en G.55BM. Ils prirent plus tard, respectivement les désignations Fiat G.59-1A et Fiat G.59-1B.
Les appareils entrèrent en service en 1950, à l'école aérienne italienne basée à Lecce, dans l'extrême sud de l'Italie. L'appareil servit principalement a l'entraînement avancé, bien qu'un des Fiat G.59-1A fut équipé de 4 canons Hispano de 20 mm, installés dans les ailes.
La Syrie commanda également 30 exemplaires dont 26 Fiat G.59-2A monoplaces et 4 Fiat G.59-2B biplaces. Les Fiat G.59-2A étaient équipés de 4 canons Hispano, tandis que les biplaces étaient équipés de deux mitrailleuses de 12,7 mm. L'Argentine acheta un unique G.59-2A pour évaluation, mais sans suite. En tout, 30 G.59-2A et 10 G.59-2B furent construits, appareils syriens et argentin compris.
Le Fiat G.59-3A était le prototype d'une version d'entraînement à la navigation, équipé d'un moteur Merlin 500/20 de 1 420 ch.
Les dernières versions furent le G.59-4A monoplace et le G.59-4B biplaces, pourvus d'une verrière en bulle améliorant la visibilité et reprenant le moteur du G.59-3A. l'Italie en acheta respectivement 20 et 10 exemplaires.
Au total, 200 exemplaires du G.59, prototypes et G.55 modifiés inclus, furent construits. Le Fiat G.59 restera en service jusqu'en 1965. Un seul exemplaire est en état de vol aujourd'hui : un G.59-4B restauré en juillet 1987 et nommé Ciao bella (Salut beauté). Il peut facilement passer d'une configuration biplace à monoplace. Son ancien propriétaire, Guido Zuccoli, lui administra un camouflage italien de la Seconde Guerre mondiale afin qu'on arrête de le confondre avec un Mustang.

## Utilisateurs
Italie
- Aeronautica Militare Italiana

 Argentine
- Fuerza Aérea Argentina

 Syrie 1932-1958
- Armée de l'air syrienne